# Il bianco, il giallo, il nero
Il bianco, il giallo, il nero è un film del 1975 diretto da Sergio Corbucci con Giuliano Gemma, Tomas Milian e Eli Wallach. Si tratta di un film comico inserito nel filone degli spaghetti-western, di cui ridicolizza vari aspetti, degli anni settanta ed anche una parodia del film Sole rosso di quattro anni prima.

## Trama
Tre bizzarri personaggi si mettono sulle tracce del cavallino sacro, il pony "Shimmè", dono dell'Imperatore giapponese ai suoi sudditi emigrati nel West, ma rubato per ottenere un riscatto. I tre sono: il maldestro servo Sakura con il sogno di diventare un samurai ("Il Giallo", nato dall'unione di uno statunitense con una "giapposotta", cioè giapponese-mignotta), che aveva il compito di prendersi cura dell'animale e che quindi deve recuperarlo per non perdere il proprio onore; lo sceriffo Black Jack ("Il Nero"), famoso per il suo senso del dovere (dettato anche dal voler stare il meno possibile con la moglie petulante, personaggio che a sua volta apre la pellicola con un lungo monologo di rimprovero in cui vengono comicamente inseriti i titoli di svariati Spaghetti Western), che deve portare il riscatto ai rapitori; lo svizzero Blanc De Blanc ("Il Bianco"), piccolo delinquente (nato dall'unione di un italiano con una "svizzerana", neologismo affine a "giapposotta"...) che vuole impadronirsi dei soldi del riscatto.
Dopo numerose peripezie con fuorilegge, indiani, soldati e non solo, le cose non andranno come avevano previsto, ma il pony "Shimmè" sarà salvo.

## Produzione
Il film è stato prodotto dalla Filmel, dalla Mundial Film, e dalla Tritone Cinematografica. Le scene sono state girate a Madrid e a Roma.

## Tagline
Il film ha le seguenti tagline:
- You'll Laugh Your Saddle Off!
- A Shoot-Pot Full of Fun to Bust Your Saddle!

## Distribuzione
La pellicola è stata distribuita in diversi paesi con date e titoli differenti:
- 17 gennaio 1975 in Italia (Il bianco, il giallo, il nero)
- 27 febbraio 1975 in Germania Ovest (Drei Halunken erster Klasse)
- 17 marzo 1975 in Spagna (El blanco, el amarillo y el negro)
- 4 giugno 1975 in Francia (Le blanc, le jaune et le noir)
- 21 novembre 1975 negli Stati Uniti (The White, the Yellow, and the Black)
- 1976 in Romania (Cel alb, cel galben, cel negru)
- 3 gennaio 1977 in Turchia (Üç seytan adam)